# Ɠ
Ɠ, ɠ — літера латинського алфавіту. Раніше вона використовувалась в Міжнародному фонетичному алфавіті для позначення беззвучного велярного імплозиву. Була вилучена у 1993 році.